# Chinezen in Bulgarije
Chinezen in Bulgarije vormen een klein deel van de overzeese Chinezen in de wereld. Volgens de Chinese gemeenschap wonen er 5.000 Chinezen in Bulgarije. Bulgaarse onderzoekers schatten het aantal rond de 10.000 en de hoogste schatting is 100.000.
De meeste Chinezen zijn economische vluchtelingen en wonen voornamelijk in de buurten Nadezhda, Tolstoy en Svoboda van gemeente Nadezjda van hoofdstad Sofia. De meeste Chinezen zijn bouwvakkers en komen uit de provincies Zhejiang en Fujian. Volgens de media komen er elk jaar 2.000 tot 3.000 nieuwe migranten uit China.
Bulgarije was het tweede land dat Volksrepubliek China als staat erkende. Sinds 3 oktober 1949 hebben de twee landen een diplomatieke relatie.